# Mato Gege
Mato Gege es una localidad caboverdiana del municipio de Santa Catarina.

## Geografía
La localidad está situada en la isla de Santiago.

## Organización territorial
La localidad abarca los lugares y barrios de:
- Aguinho
- Branca
- C. Portal
- Chã Correia
- Chã Latada
- Chão da Veiga
- Chão de Casa
- Chão de Espinho
- Chão Marmulano
- Chã Mendes
- Convento
- Covão bento
- Covão Gomes
- Covão Meio
- Cumbem
- Cutelão
- Cutelo
- Cutelo Correia
- Cutelo Redonda
- Fontinha
- Gama Touro
- Ilhéu
- Lém da Veiga
- Libari
- Olho d'Água
- Piquinho
- Poilão
- Ponta Lopo
- Prença
- Travessa